# La vedova del pastore
La vedova del pastore (Prästänkan) è un film del 1920 diretto da Carl Theodor Dreyer.
Il soggetto è tratto dal racconto omonimo di Kristofer Janson.

## Trama
Un posto di pastore protestante si è reso vacante presso un villaggio, ed il giovane aspirante Söfren vi si reca, in compagnia della fidanzata Mari. Il posto gli è indispensabile: infatti il padre di Söfren gli ha proibito di sposare Mari prima di essere diventato pastore.
Vi sono altri due aspiranti, e ciascuno deve tenere un sermone per i fedeli riuniti in chiesa: i sermoni degli altri due aspiranti suscitano solo sopore o risa di scherno, così gli anziani della giuria decretano Söfren vincitore.
Ma viene rivelata una clausola: il nuovo pastore dovrà sposare la vedova dell’ultimo pastore, l’anziana volitiva signora Margarete, che, inoltre, molti considerano una strega.
Mentre Mari si tiene in disparte, Söfren è ospitato nella canonica, dove, forse per un incantesimo, o forse per la quantità di acquavite che Margarete gli offre, le dichiara il suo amore, dopo che gli è apparsa come una donna giovane e bella.
Söfren riflette sul fatto che non può sposare Mari se non diventa pastore, né può diventar pastore senza sposare Margarete, e persuade Mari ad accettare il suo matrimonio con Margarete, anche in considerazione del fatto che, data l’età avanzata di quest’ultima, la sua dipartita non dovrà tardare, ed allora Söfren sarà erede di tutto.
Söfren quindi spaccia Mari come sua sorella, che viene accolta in casa in cambio di un aiuto nelle faccende domestiche.
Inizialmente, la concitata vita della canonica, con gli edifici annessi e le attività ad essi correlate, rende difficile alla giovane coppia avere momenti di intimità, per cui i due cercano, con trucchetti d’ogni sorta, di evitare, in genere senza riuscirvi, la vigilanza dell’occhiuta Margarete.
La situazione cambia quando Mari, in seguito ad un incidente, deve trascorrere a letto una lunga convalescenza, e, curata assiduamente da Margarete, si ristabilisce. Fra i tre nasce allora un rispetto ed un affetto reciproci. Margarete rivela loro che, molti anni prima, il suo primo marito aveva sposato l’anziana vedova dell’allora pastore, sperando nella sua prossima morte. Söfren e Mari allora le confessano, pentiti, di aver attuato il medesimo piano.
Da allora Margarete attenua la sua vigilanza, passando gran parte delle giornate presso la tomba del suo primo marito. Un mattino Margarete viene trovata, morta, nel suo letto. Un biglietto di suo pugno ammonisce la giovane coppia a compiere alcune azioni scaramantiche (che essi eseguono senz’altro), come appendere sulla soglia di casa un ferro di cavallo, per evitare che il suo spirito torni a tormentarli…

## Distribuzione

### Restauro
Nel 2018 lo Svenska Filminstitutet ha effettuato la scansione di un duplicato negativo acetato ricavato da un master positivo (anch’esso in acetato) ricavato dal negativo originale, purtroppo perduto. Le didascalie sono state rifatte a partire da un elenco originale, con un design basato su alcune didascalie flash sopravvissute nel
master positivo. Lo schema colore, con imbibizioni e viraggi, è stato ricreato grazie ad annotazioni presenti sul master stesso.